# Bosea yervamora
Bosea yervamora är en amarantväxtart som beskrevs av Carl von Linné. Bosea yervamora ingår i släktet Bosea och familjen amarantväxter. Inga underarter finns listade i Catalogue of Life.

## Bildgalleri

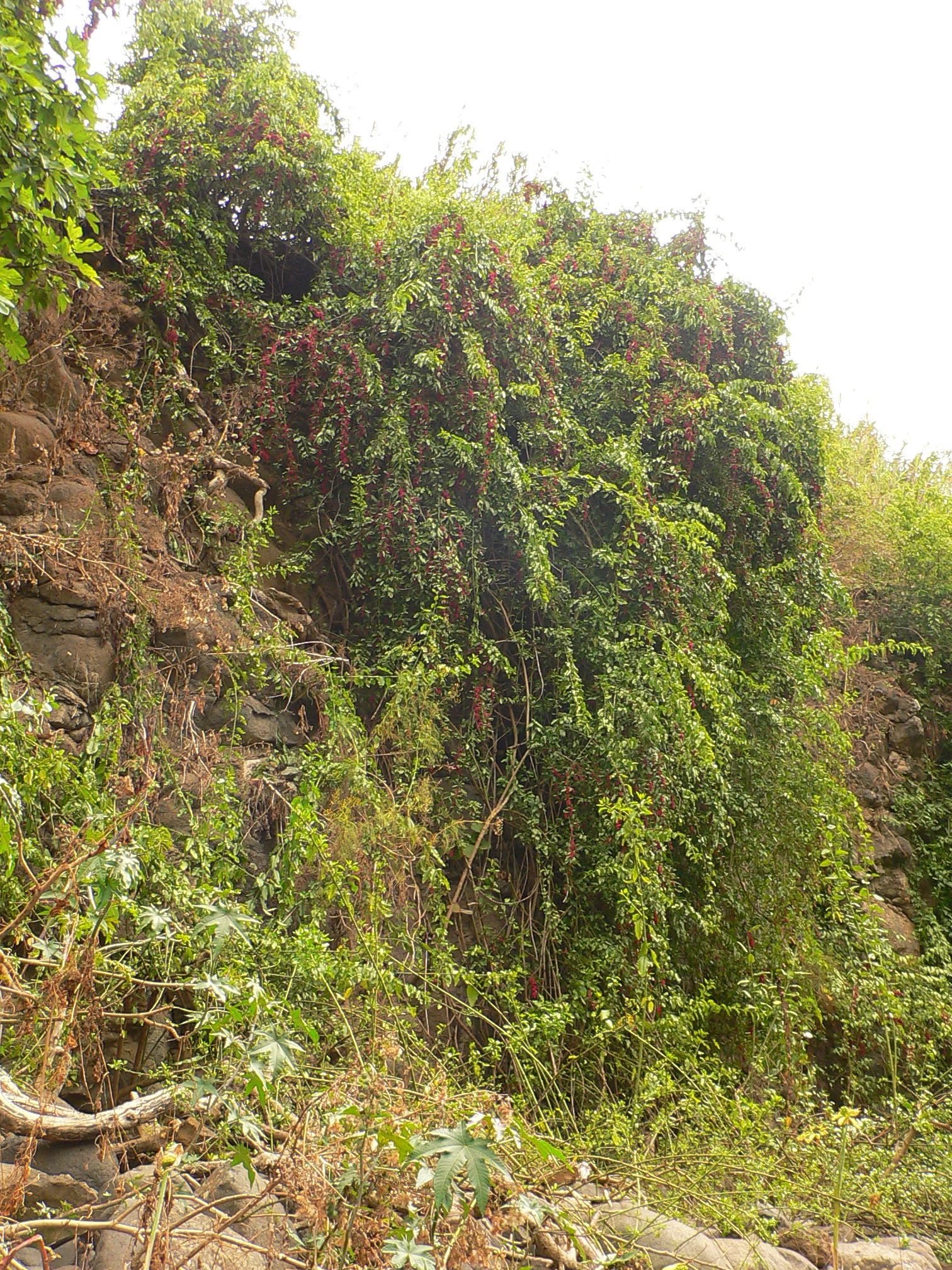